# 山崎長德
山崎長德（1552年—1620年12月4日）是日本戰國時代至江戶時代前期的武將。幼名小七郎。通稱庄兵衛。別名長鏡。自號閑齋。善於槍術。
關於山崎氏的出身，一說是到越前國任官的藤原氏末裔（松原信之，三秀舎，2008年4月刊 ）；另一說則是山崎家的傳承，是村上源氏赤松氏流的末裔（『山崎家譜』，山崎範古編，加越能文庫）等，有諸種説法。

## 生平
在天文21年（1552年）出生。最初仕於朝倉義景，一說是義景的宿老山崎吉家的親戚，父親是吉家的弟弟山崎吉延，實況不明。在越前朝倉家被織田信長毀滅後，仕奉於明智光秀，參加天正10年（1582年）的本能寺之變和山崎之戰。
光秀在山崎之戰死去後，仕於越前的柴田勝家，在天正11年（1583年）的賤岳之戰中，在勝家的家臣佐久間安政之下出戰。勝家死後，仕於加賀的前田利家，之後仕於利家的兒子利長。慶長5年（1600年），在關原之戰中討死加賀大聖寺城的山口宗永、修弘父子而立下功績，戰後被利長賜予1萬4千石所領。慶長19年（1614年），參加大坂之陣，冬、夏兩陣亦有參戰。在元和6年（1620年）死去。享年69歲。

## 子孫
幕末時期，山崎宗家是出了加賀藩家老山崎範古的加賀藩士山崎庄兵衛家（1萬4千石，後來減至5千5百石。菩提寺是石川縣金澤市野町的曹洞宗常松寺。墓所在野田山的山崎家墓地）；而分家是大聖寺藩藩士山崎權丞家（1千石，菩提寺是石川縣加賀市大聖寺的法華宗本光寺）；由山崎權丞家分出的有山崎圖書家（2百石，菩提寺是石川縣加賀市大聖寺的法華宗本光寺），直到現在仍然存續。